# よこすか
よこすか（RV Yokosuka）は、海洋研究開発機構（JAMSTEC）の潜水調査船支援母船（海洋調査船）。大深度潜水調査船「しんかい6500」の支援母船であり、運航・管理業務は日本海洋事業が委託を受けて行っている。

## 来歴
1970年の海洋科学技術審議会（現在の海洋開発審議会）の答申を受けて、日本でも6,000メートル級の深度に到達可能な潜水調査船の開発が志向されることになった。しかし当時運用されていた「しんかい」は600メートル級の潜水調査船であり、一気に6,000メートル級の大深度に挑戦するのは冒険的と考えられた。このため、まず漸進策として2,000メートル級の潜水調査船が建造され、1981年に「しんかい2000」として竣工した。その運用実績を踏まえて、1986年度より、当初計画の6,000メートル級潜水調査船（のちの「しんかい6500」）の計画が着手された。
当初、「しんかい6500」は、「しんかい2000」と同じく「なつしま」を母船とする方針であった。しかし、同船は当時としては世界的にも最有力の潜水調査船支援母船ではあったものの、「しんかい6500」に対応できる6,000メートル級の外部救難装置（ROV）を搭載する余地は残されていなかった。また「しんかい6500」と「しんかい2000」の同時運用は不可能であり、「しんかい6500」に対応するための改造工事の期間も含めると、「しんかい2000」による調査研究に割り当てられる時間が大幅に減少してしまうことが懸念された。
このことから、最終的には専用の母船の新規建造が認められた。これによって建造されたのが本船である。
2024年時点では老朽化により運用に支障が出ている。

## 設計

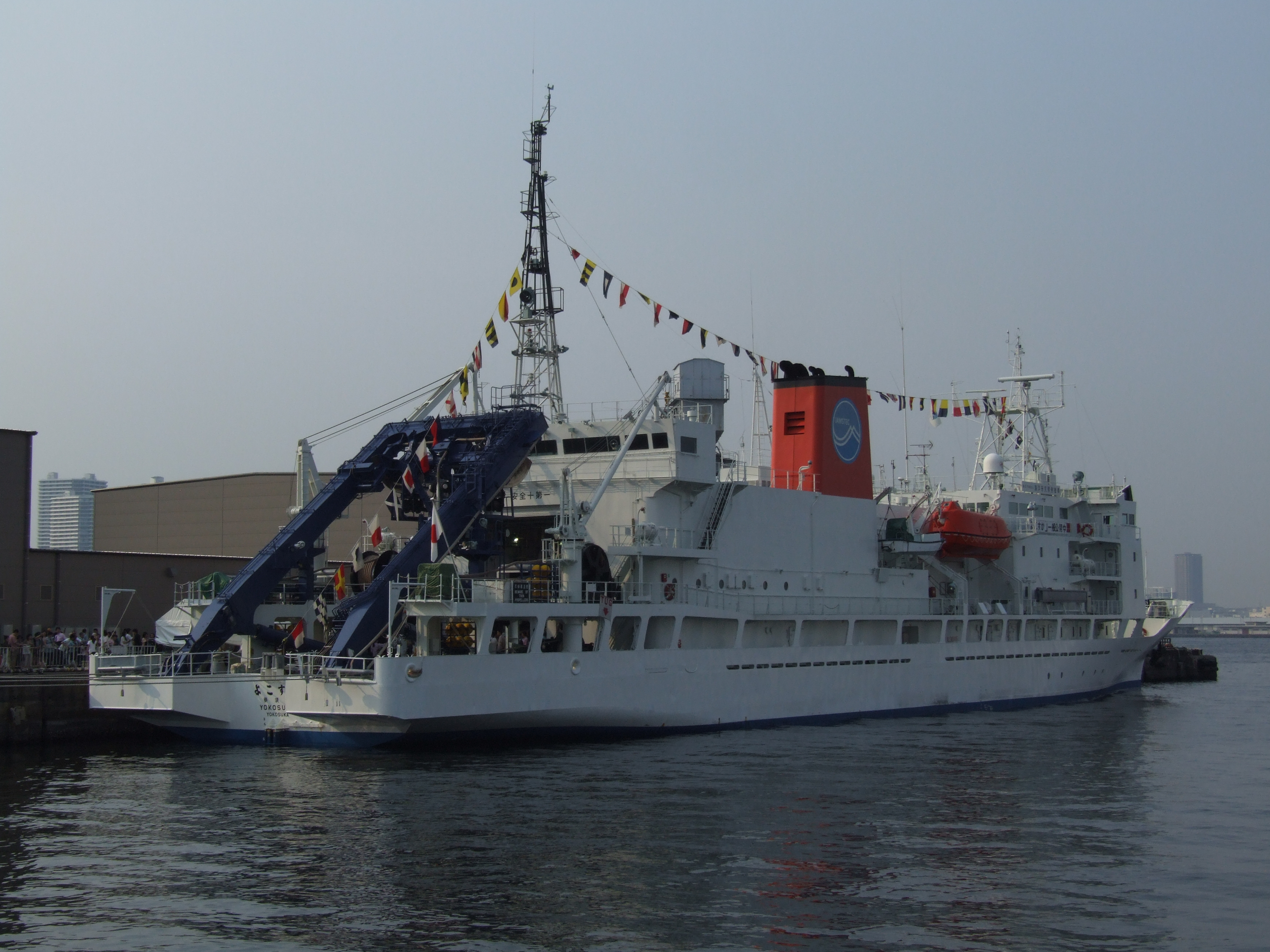
後方からの船影

本船は、しんかい6500の輸送・運用を担う深海潜水調査船支援母船として設計された。船型は2層の甲板を備えた船首楼型とされている。船尾甲板には、しんかい6500用の着水揚収装置とそれを支えるAフレームクレーン、その前方にあたる上部構造物の後端には整備施設を備えた格納庫が設けられている。 なお動揺軽減のため上甲板下には減揺タンクが設けられており、シーステート4以下の海況であれば「しんかい6500」の着水揚収作業が可能とされている。
主機関としては、ダイハツ8DLM-32 中速ディーゼルエンジン（3,000馬力 / 600 rpm）を2基備えている。深海潜水調査船との交信に用いる超音波の障害とならないよう、水中放射雑音の低減に意が払われており、防振対策として主機関はV字型の防振ゴムを介して据え付ける方式とされている。
電源としては、ディーゼルエンジンを原動機とする主発電機（出力740キロワット）が3基、非常発電機（出力64キロワット）が1基搭載された。

## 装備

### 測位・地形調査
本船では、「しんかい6500」の運用能力が最重要事項であることから、測位・地形調査関連の各装置を中心として潜航支援システムが構築されている。測位用としては高精度航法装置と音響航法装置が搭載された。高精度航法装置は、NAVSTAR/GPS衛星測位システム、ロランCおよびデッカ航法の情報を統合処理することによる高精度測位機能を備えるとともに、あらかじめ設定された計画航路との比較によりオートパイロットを制御して、自動航行機能も有している。また後にディファレンシャルGPSにも対応した。一方、音響航法装置は、海底に設置されるトランスポンダと「しんかい6500」搭載のレスポンダ、船底の送受波器アレイ、船上処理装置で構成されている。測位方式はスーパーショートベースライン（SSBL）方式とロングベースライン（LBL）方式である。海底トランスポンダは大深度用の7キロヘルツ帯と中深度用の14キロヘルツ帯の2種類を装備しており、最大深度11,000メートルまで対応できる。
海底地形調査のため、船底にはマルチビーム音響測深機（MBES）が設置されている。当初は「かいよう」と同じくアメリカ製のシービームの搭載が要望されたものの、予算上の理由から古野電気製のHS-10とされた。その後、1998年には、この時期に建造されていた「かいれい」「みらい」と同じシービーム2112.004に換装された。
またその他の測地学・地球電磁気学的調査のため、船上重力計やプロトン磁力計、および3成分磁力計も搭載されている。
自動船位保持装置の精度が低いため、潜行の可否は船長の操船技術に影響を受ける。

### 地質・地層調査
下記の「しんかい6500」による採取のほか、本船自身も、ピストンコアラーによる地層試料の採取や、各種採泥器やドレッジによる海底試料の採取が可能となっている。
またMBESのサブシステムである地層探査装置（sub bottom profiler, SBP）により海底表層付近の地層を得ることができるほか、シングルチャンネル音波探査装置（SCS）による海底下深部構造探査にも対応できる。

### 搭載艇・搭載機
「しんかい6500」との間の音波通信機や画像受信機を備え、その調査潜航を管理する司令室としての役割を担う。深海用マルチナロービーム測深機、精密音響測位システムのほか、最大運用水深4,500mの深海調査曳航システム「ディープ・トウ」を搭載するが、これはしんかい6500の潜航事前調査にも用いられる。
なお1995年より、「しんかい6500」の事前調査および救難用としてROV「かいこう」も搭載・運用するようになった。ただしその後「しんかい6500」の救難体制の変更に伴って本船に搭載する意義は薄くなったことから、「かいこう」の調査能力を十全に発揮できるよう、1997年に専門の母船「かいれい」が建造されて、そちらに移設された。またその後、JAMSTECが開発した深海巡航探査機「うらしま」の運用支援も行うようになった。
設備の老朽化により搭載艇の着揚収作業は船長の超人的な操船に頼っているとされる。